# Cyfrowy Polsat
Polsat Box è una piattaforma televisiva polacca del gruppo Polsat; trasmette anche servizi di pay tv.

## Storia
La piattaforma iniziò nel 1999 come Polsat 2 Cyfrowy, ma nel 2002 fu rinominata Cyfrowy Polsat.
Cyfrowy Polsat trasmette in digitale sui satelliti Hot Bird, posizionati a 13° est.
Attualmente Cyfrowy Polsat è la più grande piattaforma per la tv a pagamento in Polonia con 3.557.888 di abbonati attivi - dati al giorno 30.09.2012. Pacchetto FAMILIJNY - 2.756.402, pacchetto MINI 801.486. ARPU per pacchetto FAMILIJNY 47,10 zł (circa 10,35 euro); per pacchetto MINI 13,40 zł (circa 3,12 euro).